# Горішна Лілія Романівна
Лілія Романівна Горішна (нар. 28 грудня 1994) — українська борчиня вільного стилю, срібна призерка чемпіонату Європи, бронзова призерка Кубку Європейських націй. Майстер спорту України міжнародного класу з боротьби вільної

## Життєпис
Боротьбою почала займатися з 2003 року. Перший тренер Володимир Раковський (ДЮСШ 7, Львів). Вихованка Львівського фахового коледжу спорту ( тренер Раковський Олександр Генадійович), Волинської обласної школи вищої спортивної майстерності (тренер Мілєхін Анатолій Миколайович). Займалася в дитячо-юнацькій спортивній школі номер 7 м. Львова, львівському фаховому коледжі спорту під керівництвом Заслуженого тренера України Раковського Володимира Геннадійовича та Раковського Олександра Генадійовича.
Багато разів ставала призеркою світових та континентальних першостей серед кадетів, юніорів та молоді. У 2015 та 2017 роках здобула титул чемпіонки Європи серед молоді.
Виступала за спортивні товариства «Спартак» Львів., "Динамо", Львів. 

## Спортивні результати на міжнародних змаганнях

### Виступи на Чемпіонатах світу
| Змагання                        | Збірна  | Вагова категорія          | Місце |
| ------------------------------- | ------- | ------------------------- | ----- |
| Чемпіонат світу з боротьби 2015 | Україна | жіноча боротьба, до 53 кг | 13    |

### Виступи на Чемпіонатах Європи
| Змагання                         | Збірна  | Вагова категорія          | Місце  |
| -------------------------------- | ------- | ------------------------- | ------ |
| Чемпіонат Європи з боротьби 2014 | Україна | жіноча боротьба, до 53 кг | 15     |
| Чемпіонат Європи з боротьби 2019 | Україна | жіноча боротьба, до 53 кг | Срібло |
| Чемпіонат Європи з боротьби 2023 | Україна | жіноча боротьба, до 53 кг | 7      |

### Виступи на Європейських іграх
| Змагання              | Збірна  | Вагова категорія          | Місце |
| --------------------- | ------- | ------------------------- | ----- |
| Європейські ігри 2015 | Україна | жіноча боротьба, до 53 кг | 5     |

### Виступи на Кубках Європейських націй
| Змагання                                 | Збірна  | Вагова категорія | Місце  |
| ---------------------------------------- | ------- | ---------------- | ------ |
| Кубок Європейських націй з боротьби 2016 | Україна | команда          | Бронза |

### Виступи на інших змаганнях
| Змагання                                                         | Збірна  | Вагова категорія          | Місце  |
| ---------------------------------------------------------------- | ------- | ------------------------- | ------ |
| Київський Міжнародний турнір з боротьби 2013                     | Україна | жіноча боротьба, до 51 кг | Срібло |
| Вогні Москви 2013                                                | Україна | жіноча боротьба, до 51 кг | Срібло |
| Турнір Олександра Медведя 2014                                   | Україна | жіноча боротьба, до 53 кг | Срібло |
| Турнір Олександра Медведя 2015                                   | Україна | жіноча боротьба, до 53 кг | 8      |
| Pro Wrestling League 2015                                        | Україна | команда                   | 5      |
| Київський Міжнародний турнір з боротьби 2016                     | Україна | жіноча боротьба, до 53 кг | Срібло |
| Олімпійський кваліфікаційний турнір з боротьби 2016 (Улан-Батор) | Україна | жіноча боротьба, до 53 кг | 5      |
| Київський Міжнародний турнір з боротьби 2017                     | Україна | жіноча боротьба, до 53 кг | Срібло |
| Турнір Дана Колова — Николи Петрова 2019                         | Україна | жіноча боротьба, до 53 кг | 7      |
| Турнір Яшара Догу 2019                                           | Україна | жіноча боротьба, до 53 кг | 5      |
| Тестовий турнір UWW 2019                                         | Україна | жіноча боротьба, до 53 кг | 6      |
| Національний кубок України з боротьби 2020                       | Україна | жіноча боротьба, до 53 кг | Золото |
| Турнір К. У. Кожомкула і Р. Санатбаєва 2023                      | Україна | жіноча боротьба, до 53 кг | 9      |

### Виступи на змаганнях молодших вікових груп
| Змагання                                       | Збірна  | Вагова категорія          | Місце  |
| ---------------------------------------------- | ------- | ------------------------- | ------ |
| Чемпіонат Європи з боротьби серед кадетів 2009 | Україна | жіноча боротьба, до 46 кг | 5      |
| Чемпіонат Європи з боротьби серед кадетів 2011 | Україна | жіноча боротьба, до 52 кг | Бронза |
| Чемпіонат Європи з боротьби серед юніорів 2012 | Україна | жіноча боротьба, до 51 кг | 11     |
| Чемпіонат світу з боротьби серед юніорів 2012  | Україна | жіноча боротьба, до 51 кг | Бронза |
| Чемпіонат Європи з боротьби серед юніорів 2013 | Україна | жіноча боротьба, до 51 кг | Бронза |
| Чемпіонат світу з боротьби серед юніорів 2013  | Україна | жіноча боротьба, до 51 кг | Бронза |
| Чемпіонат Європи з боротьби серед юніорів 2014 | Україна | жіноча боротьба, до 51 кг | Бронза |
| Чемпіонат світу з боротьби серед юніорів 2014  | Україна | жіноча боротьба, до 51 кг | Бронза |
| Чемпіонат Європи з боротьби серед молоді 2015  | Україна | жіноча боротьба, до 53 кг | Золото |
| Чемпіонат Європи з боротьби серед молоді 2016  | Україна | жіноча боротьба, до 53 кг | Срібло |
| Чемпіонат Європи з боротьби серед молоді 2017  | Україна | жіноча боротьба, до 53 кг | Золото |